# Wilhelm Bucholz
Wilhelm Bucholz, auch Buchholz, (* 16. April 1896; † 19. August 1955) war ein deutscher Admiralrichter der Kriegsmarine.

## Leben
Wilhelm Bucholz studierte Rechtswissenschaft an der Georg-August-Universität Göttingen und schloss das Studium mit der Promotion zum Dr. jur. ab. Seit 1920 gehörte er der Burschenschaft Alemannia Göttingen an. 1934 war er Marineanwalt in Swinemünde. Er war von Juli 1939 bis Juni 1941 als Marineoberkriegsgerichtsrat an der Marinestation der Ostsee. Als Marineoberstkriegsgerichtsrat kam er als Nachfolger vom späteren Admiralrichter Erich Lorenzen bis März 1943 an die Marinestation der Nordsee. Anschließend wurde er Chefrichter im Marineoberkommando Nord und blieb in dieser Funktion bis Februar 1945. 1944 war er am Reichskriegsgericht in Berlin und wurde am 1. Mai 1944 Admiralrichter.